# Llista de províncies i territoris canadencs per índex de desenvolupament humà
A continuació es mostra una llista de províncies i territoris canadencs per índex de desenvolupament humà, que és una mesura comparativa de l'esperança de vida, l'alfabetització, l'educació, el nivell de vida i el benestar general dels ciutadans de cada província i territori. En general, en comparació amb altres països, les províncies i territoris del Canadà tenen un nivell molt alt d'IDH.
| \| Posició \| Posició \| Província i Territori \| IDH \| IDH \| IDH \| País amb IDH semblant \| País amb IDH semblant \| \| Noves estimacions per 2011 [1] \| Canvi en comparació amb les noves dades per a l'any 2005[1] \| Província i Territori \| Noves estimacions per 2011 [1] \| Canvi en comparació amb les noves dades per a l'any 2005 [1] \| Variació respecte a les dades per a l'any 2000 [1] \| La comparació de les dades de 2011 \| La comparació de les dades de 2011 IDH-D[2] \| \| ------------------------------ \| ----------------------------------------------------------- \| -------------------------------------------- \| ------------------------------ \| ------------------------------------------------------------ \| -------------------------------------------------- \| ---------------------------------- \| ------------------------------------------- \| \| 1 \| = \| Plantilla:Country data Alberta \| 0917 \| 0,010 \| 0,016 \| Estats Units, Països Baixos \| Eslovènia \| \| 2 \| = \| Plantilla:Country data Ontario \| 0913 \| 0,014 \| 0.011 \| Estats Units, Països Baixos \| Finlàndia \| \| 3 \| (1) \| Plantilla:Country data Northwest Territories \| 0.911 \| 0,012 \| 0.018 \| Estats Units, Països Baixos \| Finlàndia \| \| 4 \| = \| British Columbia \| 0910 \| 0,016 \| 0.010 \| Estats Units, Països Baixos \| Finlàndia \| \| - \| - \| Canada \| 0908 \| 0,016 \| 0.013 \| \| \| \| 5 \| = \| Quebec \| 0903 \| 0,020 \| 0,014 \| Suïssa \| Txèquia \| \| 6 \| = \| Plantilla:Country data Saskatchewan \| 0898 \| 0,019 \| 0.014 \| Hong Kong \| Àustria \| \| 7 \| = \| Newfoundland and Labrador \| 0894 \| 0,020 \| 0.025 \| Dinamarca \| Bèlgica \| \| 8. \| (3) \| Plantilla:Country data Yukon \| 0.889 \| 0.026 \| 0.011 \| Israel \| Bèlgica \| \| 9. \| (1) \| Plantilla:Country data Nova Scotia \| 0.886 \| 0,016 \| 0.010 \| Bèlgica \| França \| \| 10 \| (1) \| Plantilla:Country data Manitoba \| 0.885 \| 0,016 \| 0,013 \| Àustria \| França \| \| 11 \| (1) \| Plantilla:Country data New Brunswick \| 0882 \| 0,015 \| 0.016 \| Finlàndia \| França \| \| 12 \| (1) \| Plantilla:Country data Prince Edward Island \| 0877 \| 0.016 \| 0.017 \| Espanya \| Luxemburg \| \| 13 \| = \| Plantilla:Country data Nunavut \| 0820 \| 0.025 \| 0,022 \| Hongria \| Corea del Sud \| 1. 2. |                                                          |                                              |                            |                                                          |                                                |                                    |                                          |
| Posició | Posició                                                  | Província i Territori                        | IDH                        | IDH                                                      | IDH                                            | País amb IDH semblant              | País amb IDH semblant                    |
| Noves estimacions per 2011 | Canvi en comparació amb les noves dades per a l'any 2005 | Província i Territori                        | Noves estimacions per 2011 | Canvi en comparació amb les noves dades per a l'any 2005 | Variació respecte a les dades per a l'any 2000 | La comparació de les dades de 2011 | La comparació de les dades de 2011 IDH-D |
| 1 | =                                                        | Plantilla:Country data Alberta               | 0917                       | 0,010                                                    | 0,016                                          | Estats Units, Països Baixos        | Eslovènia                                |
| 2 | =                                                        | Plantilla:Country data Ontario               | 0913                       | 0,014                                                    | 0.011                                          | Estats Units, Països Baixos        | Finlàndia                                |
| 3 | (1)                                                      | Plantilla:Country data Northwest Territories | 0.911                      | 0,012                                                    | 0.018                                          | Estats Units, Països Baixos        | Finlàndia                                |
| 4 | =                                                        | British Columbia                             | 0910                       | 0,016                                                    | 0.010                                          | Estats Units, Països Baixos        | Finlàndia                                |
| - | -                                                        | Canada                                       | 0908                       | 0,016                                                    | 0.013                                          |                                    |                                          |
| 5 | =                                                        | Quebec                                       | 0903                       | 0,020                                                    | 0,014                                          | Suïssa                             | Txèquia                                  |
| 6 | =                                                        | Plantilla:Country data Saskatchewan          | 0898                       | 0,019                                                    | 0.014                                          | Hong Kong                          | Àustria                                  |
| 7 | =                                                        | Newfoundland and Labrador                    | 0894                       | 0,020                                                    | 0.025                                          | Dinamarca                          | Bèlgica                                  |
| 8. | (3)                                                      | Plantilla:Country data Yukon                 | 0.889                      | 0.026                                                    | 0.011                                          | Israel                             | Bèlgica                                  |
| 9. | (1)                                                      | Plantilla:Country data Nova Scotia           | 0.886                      | 0,016                                                    | 0.010                                          | Bèlgica                            | França                                   |
| 10 | (1)                                                      | Plantilla:Country data Manitoba              | 0.885                      | 0,016                                                    | 0,013                                          | Àustria                            | França                                   |
| 11 | (1)                                                      | Plantilla:Country data New Brunswick         | 0882                       | 0,015                                                    | 0.016                                          | Finlàndia                          | França                                   |
| 12 | (1)                                                      | Plantilla:Country data Prince Edward Island  | 0877                       | 0.016                                                    | 0.017                                          | Espanya                            | Luxemburg                                |
| 13 | =                                                        | Plantilla:Country data Nunavut               | 0820                       | 0.025                                                    | 0,022                                          | Hongria                            | Corea del Sud                            |